# Suburbia
Suburbia és una pel·lícula estatunidenca dirigida per Penelope Spheeris, estrenada l'any 1984. El títol evoca una urbanització estatunidenca, aquí descrita pobra, avorrida i molt deteriorada. Ha estat doblada al català.

## Argument
En una urbanització estatunidenca, un fugitiu d'una quinzena d'anys troba una banda de punks que ocupen una vella casa, escapant així a una vida de família francament malsana o a un avorriment profund. Durant aquest temps, als carrers, hordes de gossos errants agredeixen els transeünts. Una milícia ciutadana s'organitza…

## Repartiment
- Chris Pedersen: Jack Diddley
- Bill Coyne: Evan Johnson
- Jennifer Clay: Sheila
- Timothy O'Brien: Skinner
- Wade Walston: Joe Schmo
- Flea: Razzle

## Rebuda
PremisPremis Independent Spirit: Nominada a Millor actor secundari (Ajay Naidu)
Crítica"Notable drama juvenil, basat en la reeixida obra teatral d'Eric Bogosian"